# Oszkár Csuvik
Oszkár Csuvik (Boedapest, 28 februari 1925 – Sydney, 13 oktober 2008) is een voormalig Hongaars waterpolospeler.
Oszkár Csuvik nam als waterpoloër eenmaal deel aan de Olympische Spelen in 1948. Tijdens het toernooi speelde hij vijf van de zeven wedstrijden. Hij veroverde een zilveren medaille.
In de competitie kwam Csuvik uit voor Magyar Testgyakorlók Köre Club.
Jenő Brandi · 
Oszkár Csuvik · 
Dezső Fábián · 
Dezső Gyarmati · 
Endre Győrfi · 
Miklós Holop · 
László Jeney · 
Dezső Lemhényi · 
Pál Pók · 
Károly Szittya · 
István Szívós sr.